# Christian T. Herbst
Christian T. Herbst (* 1970) ist ein österreichischer Biophysiker und Gesangspädagoge.

## Werdegang
Herbst war nach dem Studium der Gesangspädagogik an der Universität Mozarteum Salzburg mehrere Jahre als Stimmbildner tätig – u. a. beim Tölzer Knabenchor, den Salzburger Domkapellknaben und der Salzburger Landesmusikschule „Musikum“. Im Rahmen dieser Tätigkeit erwachte sein Interesse an der Physik und der Physiologie der Stimme. Geprägt von einem einjährigen Forschungsaufenthalt am Center for Computer Research in Music and Acoustics der Stanford University beschloss er, sich hauptberuflich der Stimmforschung zu widmen. Nach Abschluss des Doktorates in Biophysik (2012 bei Jan Švec, Universität Olmütz) war er am Labor für Bioakustik (Abteilung für Kognitionsbiologie) der Universität Wien, sowie als Postdoc-Forscher am Stimmforschungslabor (Abteilung für Biophysik, Universität Olmütz) tätig. Seit 2016 arbeitet er am Projekt Comparative Biomechanics of Mammalian Sound Production, finanziert durch ein APART-Stipendium der Österreichischen Akademie der Wissenschaften. Er war Gastprofessor am Primate Research Institute der Universität Kyōto und ist derzeit Lektor für Akustik am Mozarteum Salzburg. Herbst ist Mitglied des Advisory board der Voice Foundation, sowie Editorial board member des Journal of Voice und von Logopedics, Phoniatrics and Vocology.
Im Rahmen der Untersuchung physiologischer Vorgänge im Kehlkopf des Sängers publizierte Herbst mehrfach preisgekrönte Arbeiten in internationalen Journalen. Seine akustische Analyse der Sing- und Sprechstimme von Freddie Mercury fand weltweit reges Medieninteresse. Herbst entwickelte das Phasegram, eine Methode zur Visualisierung von Chaos und chaos-nahen Phänomenen, und Electroglottographic wavegrams, eine Visualisierungstechnik der Stimmlippenschwingung bei Sprache und Gesang. Als Leiter des Labors für Bioakustik am Department für Kognitionsbiologie, Universität Wien, führt er Studien zur Physik der Stimmproduktion bei Säugetieren durch. In diesem Rahmen publizierte er unter anderem eine Studie über den physikalischen Stimmproduktions-Mechanismus von Infraschall-Lauten bei afrikanischen Elefanten.